# Baji szőlőhegy
A baji szőlőhegy Tata-Tóváros mellett alig két kilométerrel fekvő, a Neszmélyi borvidékhez tartozó szőlőhegy, amely egyben Tata Hegyközség része. A Komárom-Esztergom vármegyei Baj egyik külterületi lakott része, a település központjától keletre. Elsősorban fehér boraival és gazdag hagyományaival igyekszik kitűnni.
Az egykori Esterházy uradalom tizennégy ágú "nagy pincéje" ma is a szőlőhegy első számú látnivalója. Lakosainak száma a KSH egy 2019-ben hivatkozott adata szerint 234, egy frissebb adat szerint 517 fő volt.

## Fekvése
Baj település belterületétől mintegy 500 méternyire keletre fekszik, Tata várostól alig két kilométerre. Földrajzilag a Dunántúli-középhegység nagytájon, a Dunazug-hegyvidék középtájon, ezen belül is a Gerecse nyugati peremvidékén helyezkedik el.  A község területe (a Gerecse hegység környéke) már ősidők óta az ember letelepedési helye. A település nevének eredete a török baj "gazdag, bő" köznév, első okleveles említése 1228/1491 Bay néven szerepel. A falu 1408-ban Garai Miklós nádor birtoka volt. A községtől egy kilométerre fekszik a szőlőhegy, mely a Gerecse hegység nyugati nyúlványa. Lejtői lankásak, dél, délnyugat felé néznek.

## Talajszerkezete
Az ősi Pannon-tenger vastag agyag- és üledékréteget réteget hagyott hátra. A tömött, levegőtlen agyagtalajok kevésbé alkalmasak a szőlőtermesztésre, mégis a neszmélyi borvidékhez tartozó baji szőlőhegyen kiváló minőségű borokat termeltek és termelnek ma is a gazdák. Ezt a fényes múltat bizonyítja egy 1889-ben megjelent újságcikk is: „… a grófi pincze Bajon híres kitűnő borairól, melyek külföldre széltiben szállítatnak…”
Az enyhe eséssel rendelkező lejtők és medencék területén a löszös üledékek mellett kisebb területen agyagbemosódásos barna erdőtalaj is megtalálható. A talajok mechanikai összetételüket tekintve vályognak minősülnek, hidrológiai adottságaik kedvezőek, kémhatásuk gyengén savanyú. A Szőlőhegy fölé magasodó Öreg-Kovács nyugati, északnyugati oldalában merev, töréses karsztos sasbércek, lejjebb abráziós teraszok, nyesett hegylábfelszín, édesvízi mészkőtakaróval védett teraszok, teraszfragmentumok, deráziós völgyrendszerek, csuszamlásos lejtők, löszmélyutak, antropogén tereplépcsők váltják egymást. A hegyoldal meredek lejtőit erőségek borítják. Intenzív az eróziós völgyfők hátravágódása és mélyülése. Csuszamlások, rogyások, suvadások, omlások jelzik a domborzat labilis egyensúlyi viszonyait.

## Részei
A szőlőhegy több részből áll. Délről észak felé haladva az alábbiak az elnevezései: Szentandrási-hegy és Szent András-dűlő, Budáni-hegy (Steinbruch), Kis-hegy, Sikár-hegy, hol a vértesaljai hegyek legjobb bora terem. Kecske-hegy és Agostyáni dűlők, hol nyersebb zamatú borok teremnek.
Legnagyobb tető a délnek dűlő nagy szőlőhegy mögött, a Fekete-tenger felett 1410 lábra emelkedő öreg Kovács-hegy, melynek erdő-koszorús tetejéről Tata kies vidékére s a Gesztesi járáson túl a messze végtelenbe felséges kilátás nyílik. Azután következik a Kecske-hegy. Szőlője az erdőség alatt közel a faluhoz nagy kiterjedésű, s termése a neszmélyi után következik.

## Története

### Az Esterházy uradalom baji pincéje
1727-ben Esterházy József gróf lett a tatai uradalom, így Baj új tulajdonosa, aki 1735-ben Moson vármegyéből német katolikusokkal népesítette be a települést. A grófok 1754-ben bízták meg Fellner Jakab építészt, hogy építsen pincét. 1798-ban Gött Antal udvari tervező építette a tizennégy ágú, kupolás csillagrendszerű nagypincét. A baji, tizennégy ágra oszló uradalmi pince 40.000 akó befogadására volt képes. Mindmáig ez a pincerendszer a szőlőhegy első számú látványossága.
A szőlőhegyen eredendően a birtokok ún. irtásföldek voltak. A gazda szabadon adhatta, vehette a birtokot, csupán illetéket kellett fizetnie az uradalom részére. Így lehetett szőlőbirtoka zsellérnek és polgárnak egyaránt.

### Az 1853-1863 közötti változás
1853-tól már nem járt dézsmabor az uradalomnak, noha a terület még az ő fennhatóságuk alá tartozott. A dézsmabor összeírása és a dézsma szedése évenként megújuló vesződséget jelentett az uradalomnak. Összefüggésben a magas osztrák italmérési és fogyasztási adókkal, a földesúri italmérési jog, illetve az uradalmi bérlőkézre juttatásával, az uradalom igyekezett a szőlődézsma évenkénti megváltására szerződést kötni a községekkel. Egyesekkel korábban, másokkal későbben sikerült a szerződések megkötése.
Mire megszületett a szőlődézsma megváltását szabályozó 1868. XXIX. tc., az uradalmi községek túlnyomó többségében az ideiglenes megállapodásokat már örökváltság-szerződések váltották fel. A törvény is a szőlősgazdákra hárította teljes egészében a megváltás terhét, csak lehetővé tette állami közvetítéssel a hosszabb részletfizetést.

### A hegyközség létrejötte, összetétele és feladatköre
A szőlőbirtokok 1862-ig az uradalom tulajdonában voltak, amíg a használóik megváltották azokat. A vásárlók között sok baji volt. 1862 után jött létre a hegyközség, mely átvette a szőlőhegy életének irányítását. Háromévenként választottak új testületet, mely meghatározta az évi költségvetést, fizetett két fegyveres hegypásztort, csőszt, valamint karban tartotta az utakat és a kutakat. A hegyközség testületének feladata volt továbbá a szüret idejének meghatározása is. A hegyközség vezetője felszólíthatta, s felszólította szőlőjük rendbetételére, s rendben tartására, azokat a gazdákat, akiknek birtokai elhanyagoltak voltak.
A hegyközség összetétele a következő: a testület élén a hegybíró, vagy más néven az elnök áll. Közvetlenül utána következik a kisbíró, az elnök helyettes. A testület nyolc esküdtből áll, akik közül négy fő baji, négy fő pedig nem baji szőlőtulajdonos. A hegyközségnek volt egy jegyzője is, aki mindig baji lakos volt.
A hegyközség egészen a második világháborúig működött.

### A filoxéravész a szőlőhegyen
A szőlőhegyen az 1880-as években pusztított a filoxéravész. A behurcolt szőlőgyökértetű (Viteus vitifoliae, újabban használt nevén Daktulosphaira vitifoliae) által okozott károk óriásiak voltak a szőlők több mint a fele kipusztult. A szőlőhegy nem teljesen települt újjá szőlővel, hiszen a lankásabb vidékeken más kultúrnövényeket telepítettek.

### A filoxéra utáni szőlőhegy
Az elpusztult szőlők mintegy 60%-a lett újratelepítve vagy felújítva. A szőlőbirtokok gazdát cseréltek, polgári családok, budapesti értelmiségiek lettek a tulajdonosok. A századforduló előtti időben az uradalom felparcelláztatta szőlőtulajdonának egy részét, s részben a baji lakosság birtokába, részben, pedig a tatai, tóvárosi polgárság birtokába került. Voltak kisebb szőlők és szántók a Kis- és Nagykovács-hegy, a Kecske-hegy és a Szent András-hegy lejtőin.
A századforduló környékén fejlődés mutatkozott. A község is tagja lett az Esterházy Miksa gróf kezdeményezésére alakult Vértesaljai Gazdakörnek, mely állandó tájékoztatást nyújtott a korszerű állattenyésztésről, takarmányozásról, mező- és erdőgazdálkodásról, valamint nem utolsósorban a borászatról.

### A polgári családok birtokai a szőlőhegyen
A szőlőbirtokok fele nem bajiak tulajdonában volt. A szőlőtulajdonosok között voltak tatai, tóvárosi, komáromi, budapesti, illetve győri polgári családok. 
Az 1909-es birtokkönyv alapján például tóvárosi lakos volt Michl Miklós fűszerkereskedő, Nohl Miklós a Szarka fogadó bérlője, Melschmidt Gyula. Tatai volt Michl Géza gyógyszerész, Henkel Dezső, Csizmadia Ágoston. Komáromi volt Zsindely Ferenc, aki törvényszéki bíró volt.

### A szőlőhegy „fénykora”
Amikor még a közlekedési szabályok szerint a balra tarts volt az előírás, így szólt egy mondás:
„Bajt kerülni balra tarts, bút feledni Bajra hajts!”
Mert a helybelieken kívül Tata, Tóváros és a környék lakói bút feledni és vigadni is a Tata-Tóvárostól alig két kilométerre fekvő Baj községet, de leginkább hangulatos présházait és pincéit keresték.
Az 1800-as évek legvégén és az 1900-as évek elején élte a szőlőhegy a „fénykorát”. Kedvelt pihenőhely és kirándulási cél volt nemcsak a helyiek számára, hanem az értelmiségiek, a pesti polgárok körében is. A legnagyobb érdeklődés a 2150 akós nagyhordó iránt mutatkozott.
A 19. század végén úgynevezett „filléres vonatok” jártak Budapest és Tata között, s az utasok körében volt, aki egy lóversenyre jött Tatára, de volt, aki a baji nagypincét jött megtekinteni. A baji fuvarosok, pedig - kihasználva a lehetőségeket - könnyen megélhetést biztosítottak maguk számára azáltal, hogy a tóváros-kerti vasútállomás és a baji szőlőhegy között szállították a kirándulni vágyó pesti polgárokat.
Még Ferenc József és I. Vilmos is kilátogattak egy alkalommal az uradalom baji pincéjébe!

### A baji szőlőhegy feltámadása a XXI. század küszöbén
A Neszmélyi borvidék Tatai Hegyközségén belül a baji szőlőhegyen egyre több pincészet mutatkozik be kiváló boraival. A lassan országos hírűvé váló Turay Pincészet mellett remek borokat kóstolhatunk a Stróbl Ferenc vezette Csaszkóczy Pincészetben ugyanúgy, mint a Wéber Rudolf vezette Wéber Pincészetben. Új kezdeményezésként mutatkozott be a Borboléta Pincészet is, mely a régi Michl birtok alapjain épül újjá azzal a céllal is, hogy megtalálják a XX. század elején méltán európai hírű baji bor karakterét.
A négy pincészethez csatlakozott 2015-ben a Hauzer Családi Pincészet, ahol a nagypapa által telepített szőlőket gondosan művelő Hauzer Tibor és a borászatot vezető menye, Hauzer-Prém Zsuzsa várja a neszmélyi borvidék borainak kedvelőit.

## Pincészetek, borászok
- Borboléta Pincészet
- Csaszkóczy Pince
- Jónás Pince
- Turay Családi Pincészet
- Wéber Családi Pincészet
- Hauzer Családi Pincészet: https://hauzer-bormanufaktura.hu/
- Kisbaka Családi Borbirtok